# جدار

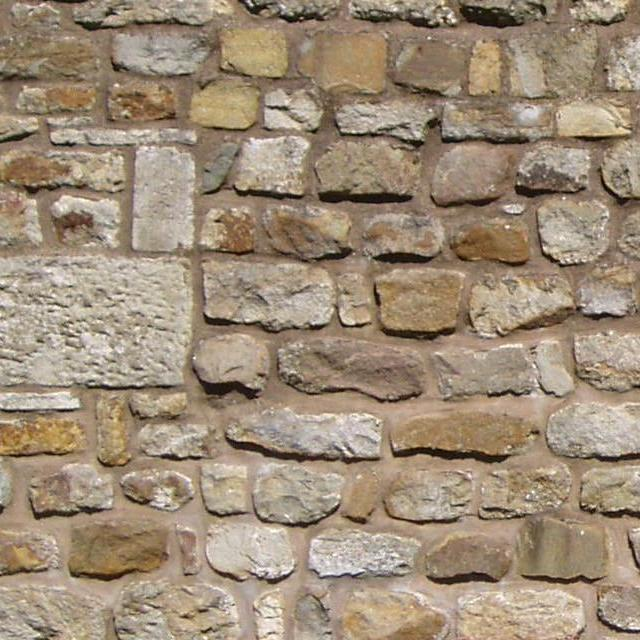
جدار من الحجارة

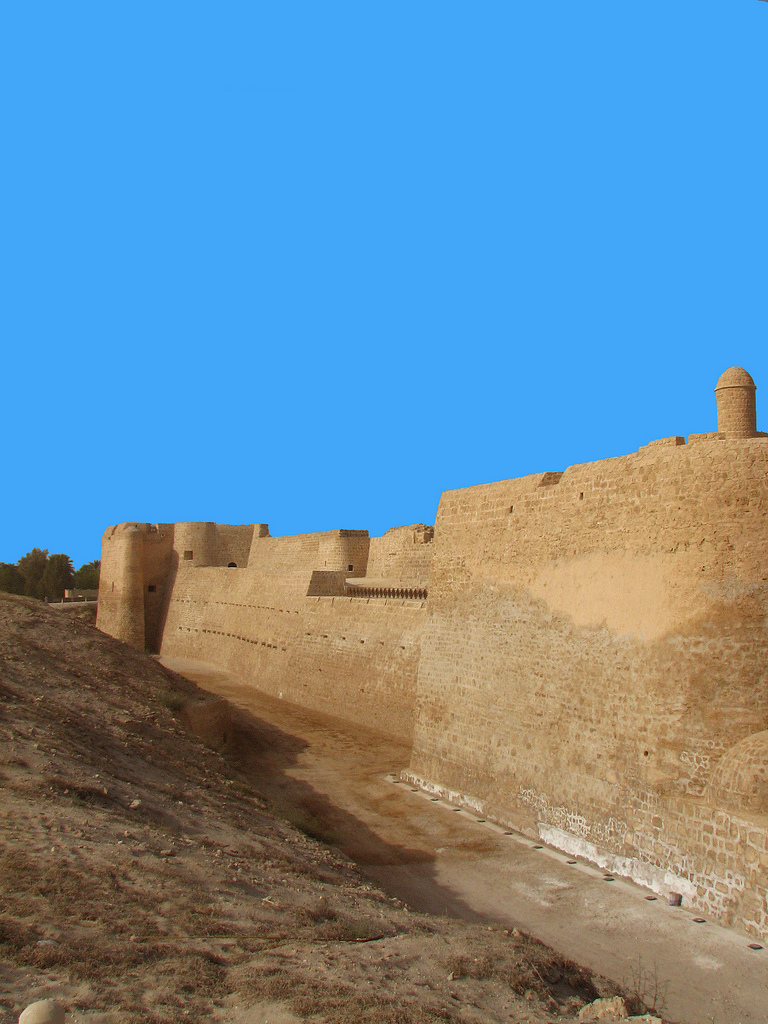
سور دفاعي يحيط بقلعة البحرين.

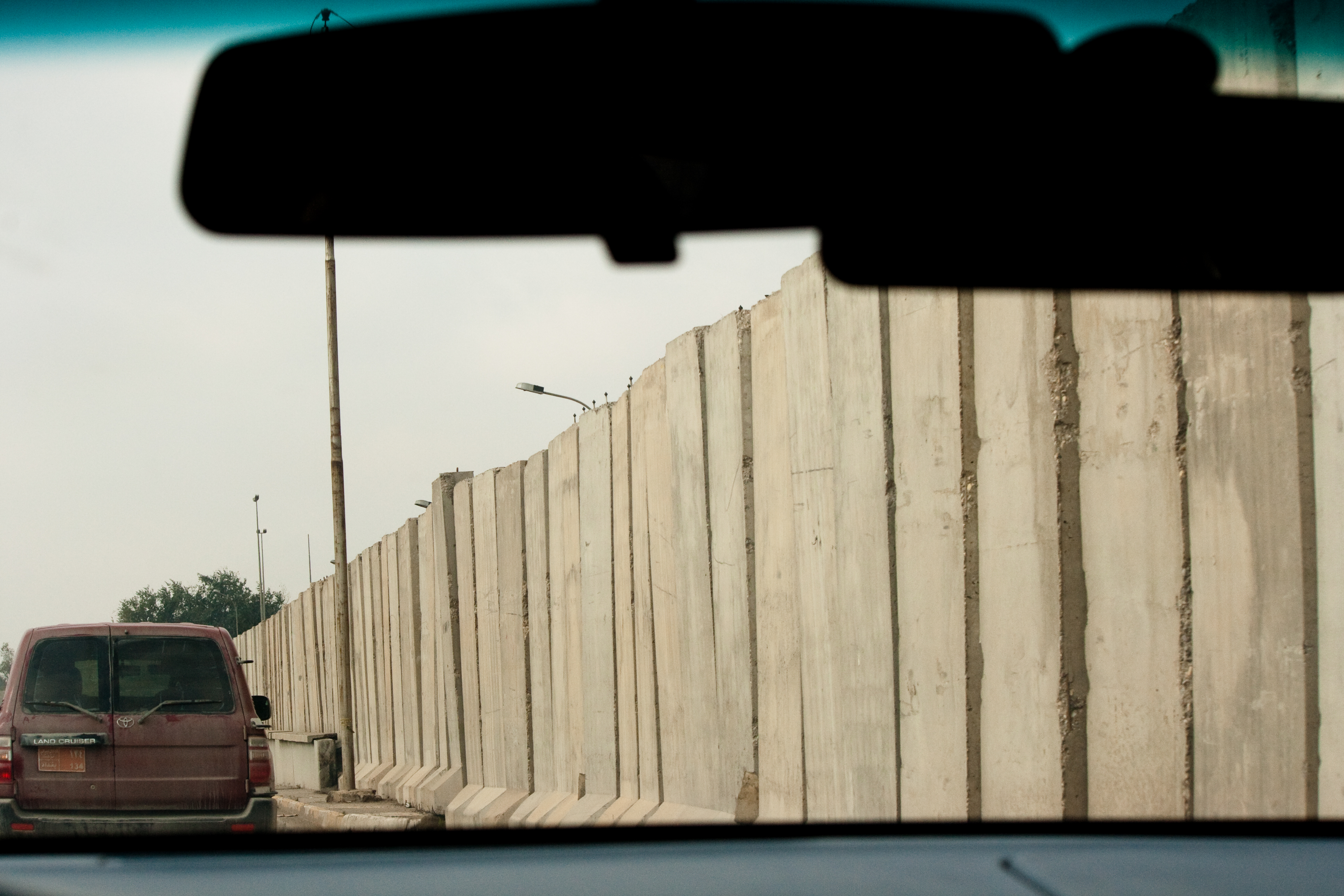
جدار امني خرساني في بغداد

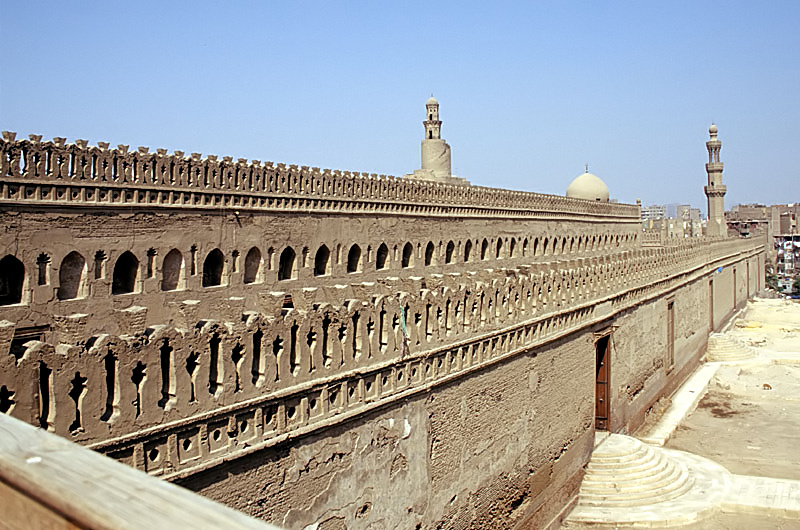
جدار جامع أحمد بن طولون

الحائط (الجمع: حَوَائِط) أو الجِدَار (الجمع: جُدْرَان أو جُدُر) هو بناء صلد يستخدم عادة لحماية أو تطويق مساحة معينة. قد يكون للجدار فتحات تستخدم كأبواب أو شبابيك أو غيرها. يبنى الجدار من مواد متنوعة مثل الخشب أو الطوب أو الطابوق أو الحجر أو الالخرسانة. قد يكون الجدار حاملا لأحمال المبنى كالسقف أو الطوابق العليا أو قد يكون حاملا لنفسه فقط، وقد يحيط الجدار بمساحة مفتوحة ويكون غير مرتبط بغرف أو مساحة مغلقة ويسمى في هذه الحالة بالسور.

## وظائف الجدران
لا تنحصر وظيفة الجدار في عزل وغلق الفضاءات الخارجية بل تتعدد مهامه بشروط يحققها الجدار حتى يلعب دوره على ـكمل وجه ومن بين مهامه نلمح ما يلي:
- الحجز البصري وهذا باستعمال مواد عتيمة تماما.
- التهوئة والإنارة الطبيعية بتخصيص فتحات للنوافذ للسماح لأشعة الشمس والهواء بالمرور.
- السماح بالتنقل بين الفضاءات بتخصيص فتحات للأبواب.
- المقاومة الأثقال كقوى آتية من الأعلى إلى الأسفل <حمولات شاقولية> وهي ناتجة عن الثقل الذاتي فقط أو الثقل الذاتي وما يعلوا الجدار من روافد وأرضيات. وكذا مقاومة التأثيرات التي يمارس فعلها في مستو أفقي مثل الرياح <كحمولات أفقية>.
- العزل الصوتي مرتبط أساسا بالكتلة الحجمية للمواد المستعملة ولذا نفضل استعمال المواد الثقيلة.
- العزل الحراري تختار لتحقيقه المواد القادرة على إبقاء التوازن دون تبادل حراري مهم 20 درجة مئوية داخلية و-4درجة مئوية خارجية.
- الجانب الجمالي باختيار الأشكال والألوان الأنيقة والمتجانسة مع المحيط.
- إمكانية استعمال تقنيات الأشكال المتشابهة وهذا عبر استعمال الصنع المسبق وإنجاز عناصر ذات الوزن المحدود لسهولة رفعها.